# Ausschreitungen in Amsterdam im November 2024
Die Ausschreitungen in Amsterdam im November 2024 ereigneten sich in Zusammenhang mit dem Fußballspiel der UEFA Europa League 2024/25 des israelischen Vereins Maccabi Tel Aviv gegen den niederländischen Verein Ajax Amsterdam am 7. November.
Pro-palästinensische Akteure verabredeten sich in Chatgruppen, um Übergriffe auf israelische Fans zu verüben. Nach Polizeiangaben suchten sie gezielt nach Anhängern des Vereins Maccabi Tel Aviv, um diese anzugreifen. Anhänger von Maccabi Tel Aviv skandierten im Zusammenhang mit den Ausschreitungen anti-palästinensische und rassistische Parolen und attackierten Personen, Häuser und Taxis.
Die Polizei nahm 62 Personen fest, darunter 49 in den Niederlanden wohnhafte Menschen und zehn Israelis. Fünf Personen unbekannter Nationalität wurden im Krankenhaus behandelt und dann wieder entlassen. 20 bis 30 weitere erlitten leichte Verletzungen. In den nachfolgenden Tagen kam es zu weiteren Ausschreitungen, die ausschließlich von pro-palästinensischen Akteuren ausgingen, während die israelischen Maccabi-Fans nach Israel zurückkehrten.
Die Amsterdamer Gemeindeverwaltung bewertete die Ausschreitungen rückblickend als „giftige Mischung aus Antisemitismus, Hooliganverhalten und Wut über den Krieg in Palästina, Israel und anderen Ländern im Nahen Osten“, wobei sie das antisemitische Verhalten pro-palästinensischer Angreifer und das rassistische Verhalten israelischer Maccabi-Hooligans gleichermaßen hervorhob. Europäische und israelische Politiker und Medien sowie niederländische Behörden bewerten die Angriffe vom 7. November auf die israelischen Fans als antisemitisch, der israelische Staatspräsident Isaac Herzog sprach von einem Pogrom.

## Hintergrund
Seit dem Terrorangriff der Hamas auf Israel am 7. Oktober 2023 und dem Krieg in Israel und Gaza sind antisemitische Vorfälle weltweit angestiegen, auch in den Niederlanden. Einige Monate vor den Angriffen berichtete auch die Agentur der Europäischen Union für Grundrechte von einem Anstieg antisemitischer Angriffe in Europa. Die Gemeinde Amsterdam bereitete sich mit rund 800 Polizisten auf mögliche Auseinandersetzungen rund um das Fußballspiel zwischen Ajax Amsterdam und Maccabi Tel Aviv vor.

## Chronologischer Verlauf der Ereignisse

### Aktivitäten vor Spielbeginn
Am Samstag, dem 2. November 2024, wurde in Amsterdam ein pro-palästinensischer Demonstrant von Anhängern von Ajax Amsterdam zusammengeschlagen, als er gegen die Ankunft von Maccabi Tel Aviv demonstrierte. Die Zeitung De Volkskrant berichtete, dass pro-palästinensische Chatgruppen dazu aufgerufen hätten, wegen der „israelischen Hooligans“ in der Woche keine palästinensischen Erkennungszeichen zu tragen und lieber zu Hause zu bleiben. „Seid ihr körperlich und geistig darauf vorbereitet, es mit einer Menge Hooligans aufzunehmen?“, hieß es in einem oft geteilten Eintrag. Wer daheimbleibe, sei kein weniger guter Aktivist. Eine pro-palästinensische Gruppe forderte, das Spiel abzusagen, da Maccabi Israels Sicherheitskräften nahestehe.

### Mittwoch, 6. November
Der Abend vor dem Fußballspiel verlief nach Angaben der Behörden zunächst ruhig. In pro-palästinensischen Chatgruppen auf Telegram und WhatsApp sowie in sozialen Netzwerken tauchten „aggressive und bedrohliche Nachrichten“ auf; in einigen Fällen wurde eine Mobilisierung an bestimmten Orten beobachtet. Es kam zu einzelnen Zwischenfällen zwischen Fans von Maccabi Tel Aviv, Fenerbahçe Istanbul und AFC Ajax.
Gegen 23:00 Uhr wurden pro-palästinensische Graffiti in der Nähe der Johan-Cruyff-Arena gesprüht. Die Polizei nahm vier Personen fest. Kurz darauf ging eine Meldung ein, dass zehn pro-palästinensische Aktivisten einen Diaprojektor nutzten, um „Fuck F-side“ und weitere Botschaften auf die Arena zu projizieren. Bis 00:30 hatten alle zehn Personen den Ort verlassen, und zwei von ihnen erhielten ein 24-Stunden-Verbot.
Gegen Mitternacht kam es zu Störungen am Rokin, wo sich rund 50 Maccabi-Fans vor der Villa Mokum versammelten, einem besetzten Gebäude, an dem mehrere palästinensische Flaggen hingen. Aus der Gruppe wurden Steine auf die Fenster geworfen. Das Gebäude wurde schließlich erklommen und die Fahnen heruntergerissen. Ein Anwohner berichtete, dass die Fans versucht hätten, das Gebäude zu stürmen, gegen die Tür getreten, Enthauptungsgesten gemacht und „Wir werden euch töten und zurückkommen“ gerufen hätten. Ein Video hielt fest, wie die Fahne heruntergerissen und von den Fans mit „Fuck you, Palestine“ quittiert wurde.
Die Gruppe teilte sich offenbar, wobei einige in Richtung Hauptbahnhof und Spui gingen und andere in Richtung Rotlichtviertel, dabei Parolen rufend. Ebenso wurde ein Taxi von den Fans angegriffen und zerstört. Ein weiteres Video dokumentierte, wie ein Mann mit Gürteln auf ein Auto einschlug, woraufhin der Fahrer auf Arabisch schimpfte und eilends davon fuhr; dabei soll es sich um den Übergriff auf ein Taxi handeln. An anderer Stelle am Rokin wurden weitere Taxis angegriffen und beschädigt.
Der Übergriff auf das Taxi führte zu einer ersten Eskalation und einem Online-Aufruf. Mehrere wohl arabische Autofahrer in der Umgebung verfolgten daraufhin Maccabi-Anhänger, die zum Holland-Casino liefen, wo sich insgesamt 400 Fans aufhielten. Die Polizei eskortierte die Fans sicher aus dem Casino. Kleinere Auseinandersetzungen setzten sich jedoch rund um das Casino fort. Bei einem gewaltsamen Zwischenfall wurde ein Maccabi-Fan in die Gracht gestoßen. Um drei Uhr nachts in der Nacht von Mittwoch auf Donnerstag sei dann Ruhe eingekehrt.

### Donnerstag, 7. November

#### Ausgangslage aus Sicht der Behörden
Nach Polizeiangaben war die Lage am Donnerstagmorgen in einigen Teilen des Stadtzentrums „unruhig“. Um 11:00 Uhr besprachen Behörden an einer Sitzung die Vorfälle der vergangenen Nacht. „Die Hauptsorge galt der Aggression, die von Maccabi-Anhängern gezeigt wurde, und der Reaktion der Taxifahrer,“ so der spätere offizielle Bericht von Bürgermeisterin Halsema, Polizeichef Peter Holla und Oberstaatsanwalt René de Beukelaer. Die Behörden prüften das Lagebild, bewerteten die Notwendigkeit zusätzlicher Maßnahmen und evaluierten die vorbereiteten Szenarien neu. Die Polizei beurteilte die verschärften Sicherheitsmaßnahmen und den umfangreichen Einsatz als ausreichend. Ein möglicher Spielabbruch wurde erwogen, jedoch mangelte es dafür an rechtlichen Grundlagen. Stattdessen wurde entschieden, das Stadion frühzeitig zu öffnen und die israelischen Fans dorthin zu lenken, anstatt sie im Stadtzentrum zu belassen.
Amsterdams Bürgermeisterin Femke Halsema befürchtete gewalttätige Auseinandersetzungen. Eine vor dem Stadion geplante Demonstration gegen das Spiel wurde deshalb auf ihre Anweisung auf einen 1,5 Kilometer entfernten Ort am Anton de Komplein verlegt. Auch die tägliche pro-palästinensische Demonstration im Stadtzentrum wurde nach Absprache mit den Behörden von den Organisatoren freiwillig abgesagt. Halsema erklärte am Donnerstagabend vor dem Spiel bei einer Pressekonferenz, sie habe sich „wochenlang“ auf dieses Spiel vorbereitet und den Nationalen Koordinator für Terrorismusbekämpfung und Sicherheit (NCTV) kontaktiert. Laut Halsema sah dieser damals keine konkrete Bedrohung, riet jedoch zur Vorsorge.

#### Provokationen durch Maccabi-Fans vor dem Spiel
Gegen 13 Uhr versammelten sich Maccabi-Fans auf dem Dam-Platz, wobei sie Transparente mit israelischen Soldaten zeigten und Feuerwerk zündeten. Ebenso wurden Aufkleber mit Bildern israelischer Soldaten angebracht. Gegner der Maccabi-Fans näherten sich der Versammlung, was zu Vorfällen in der Nähe des Dam-Platzes führte. Es kam zu beidseitigen Auseinandersetzungen. Die Stimmung kippte immer wieder, wenn die Fans mit einem „Free Palestine“-Ruf provoziert wurden. Maccabi-Fans zeigten Mittelfinger, riefen „Fuck Palestine“ und skandierten „Olé, olé, lasst die IDF (die israelische Armee) gewinnen, ficken wir die Araber“. Die Polizei nahm zehn Personen wegen verschiedener Straftaten fest, insbesondere wegen Störung der öffentlichen Ordnung.
Gegen 17:30 Uhr marschierten etwa 1.000 Maccabi-Anhänger vom Dam-Platz zum Hauptbahnhof. Die Bereitschaftspolizei sperrte die Fanroute ab und begleitete die Anhänger zu reservierten U-Bahnen, die sie direkt zum Stadion brachten. Auf dem Weg zur U-Bahn riefen die Fans „Tod den Arabern“ und einen Schlachtruf, mit dem sie nicht ihr Team, sondern ihre Armee anfeuerten. In der U-Bahn sangen die Fans am Abend laut Frankfurter Allgemeine und New York Times ein Lied mit der Zeile: „Es gibt keine Schulen mehr in Gaza, alle Kinder sind tot. Olé, olé, olé.“ Aus Polizeisicht verlief der Fanmarsch kontrolliert, mit nur einer Festnahme wegen Störung der öffentlichen Ordnung. Am Bahnhof Strandvliet standen zahlreiche Polizeikräfte bereit, die die Fans zum Gästebereich im Stadion begleiteten.

#### Pro-palästinensische Mobilisierung
Im Laufe des Tages wurden in pro-palästinensischen Chatgruppen widersprüchliche Meinungen zum bevorstehenden Spiel geteilt. Manche Stimmen warnten eindringlich, zum Stadion zu gehen und vor Eskalation, andere heizten die Stimmung an und riefen offen zur Gewalt auf. Im Laufe des Nachmittags wurde in den sozialen Medien in zunehmend schärferem Ton dazu aufgerufen, gegen Maccabi-Anhänger vorzugehen. Dabei tauchten auch antisemitische Begriffe auf. Auch hieß es in einem Chat, in „nicht-öffentlichen Gruppen“ würden „Pläne geschmiedet“. Die Polizei hielt später fest, dass die Täter in den sozialen Netzwerken mobilisiert wurden, zudem seien Taxifahrer aufgefordert worden, sich an der U-Bahn-Station Strandvliet zu versammeln, wo die Maccabi-Anhänger aussteigen würden. Schon vor dem Spiel entstand ein Video, auf dem eine Person von zwei Angreifern verfolgt wird, untertitelt mit „Anschauen und genießen … 6 Zionisten verjagt“. Nach dem Spiel hätten Aufrufe zum gezielten Angriff von „Kämpfern“ auf israelische Maccabi-Anhänger und zur „Judenjagd“ begonnen.
Am frühen Abend versammelten sich pro-palästinensische Aktivisten, die gegen das Spiel demonstrieren wollten, vor dem Stadion und wurden von der Polizei zum nun vorgesehenen Versammlungsort am Anton de Komplein eskortiert. Ein Fotojournalist berichtete später, die knapp einhundert schwarzgekleideten, teils mit Palästinenserschals vermummten Jugendlichen und jungen Männer seien ein anderes Publikum, als man es sonst bei pro-palästinensischen Demonstrationen antreffe. Nach ihrer Ankunft teilte sich die Gruppe in kleinere Gruppen, von denen einige in Nähe der Arena die Konfrontation suchen wollten, so der spätere offizielle Bericht. Die Polizei war damit beschäftigt, verschiedene gegnerische Gruppen voneinander zu trennen und Konfrontationen durch Einsätze der Bereitschaftspolizei und berittener Polizeikräfte zu verhindern. Ajax-Fans, die vom Arena-Gelände zum Anton de Komplein ziehen wollten, wurden ebenfalls gestoppt.

#### Ausschreitungen durch Maccabi-Fans nach dem Spiel
Kurz vor Anpfiff des Spiels störten die Maccabi-Fans eine Schweigeminute für die Opfer der Flutkatastrophe in Spanien – dessen Regierung einen israel-kritischen Kurs verfolgt – mit Jubeln und Lachen. Nach dem Spiel, das Ajax Amsterdam 5:0 gewann, zogen die Maccabi-Fans nach Behördenangaben ohne Zwischenfälle aus der Arena ab. Bis 23:00 Uhr war die Lage rund um das Stadion ruhig. Die Polizei verlegte ihre Kräfte weitgehend in die Innenstadt, „wo Probleme erwartet wurden, teilweise aufgrund von Social-Media-Posts, die darauf hindeuteten, dass Gruppen entschlossen waren, die Maccabi-Anhänger zu konfrontieren.“
In der Umgebung des Amsterdamer Hauptbahnhofs versammelten sich rund einhundert Maccabi-Fans, riefen Parolen und zündeten Rauchfeuerwerk, ebenso versammelten sich pro-palästinische Anhänger in der Umgebung des Bahnhofs; die Gruppen provozierten sich gegenseitig. Die Polizei versuchte, große Gruppen auseinanderzuhalten und Konfrontationen zu verhindern.
Gegen Mitternacht zogen rund 150 bis 200 Maccabi-Fans mit Gürteln, Stöcken und Eisenstangen bewaffnet durch das Stadtzentrum, und nahe dem Dam-Platz umher, wobei sie Steine auf Taxis warfen und Menschen angriffen – Bildaufnahmen der Ereignisse der Fotojournalistin Annet de Graaf wurden später von Medien fälschlicherweise als Angriffe pro-palästinensischer Akteure bezeichnet. Die Polizei drängte die Maccabi-Fans schließlich in Richtung Spui, einige nahmen den Weg über die Nieuwezijds Voorburgwal, wo Maccabi-Fans Parolen skandierten und Häuser angriffen, an denen pro-palästinensische Flaggen und Symbole angebracht waren.

#### Angriffe pro-palästinensischer Akteure auf Maccabi-Fans nach dem Spiel
Laut offiziellem Bericht kam es nach Mitternacht „zu Vorfällen durch kleine Gruppen von Randalierern, die sich im Stadtzentrum und in angrenzenden Vierteln verteilten. Diese Gruppen führten gewaltsame Angriffe gegen israelische Anhänger und Passanten durch, die das Nachtleben genossen.“ Die Vorfälle ereigneten sich an verschiedenen Orten im Stadtzentrum, darunter Damrak und Damstraat. Die angegriffenen Maccabi-Anhänger hatten sich von der großen Hauptmenge der Fans getrennt und wurden mit weiteren Menschen, die für Maccabi-Anhänger gehalten wurden, von pro-palästinensischen Akteuren angegriffen. Laut FAZ griffen pro-palästinensische junge Männer an verschiedenen Orten der Stadt Israelis und Fans von Maccabi Tel Aviv an. Sie verfolgten, bedrohten, prügelten und traten sie, mindestens eine Person fuhren sie mit dem Auto an. Einige brüllten ihre Opfer mit einem antisemitischen Schimpfwort an, auch von „Jodenjacht“ (Judenjagd) war die Rede. Unter Androhung von Gewalt verlangten einige, den Pass ihrer Opfer zu sehen. Von anderen wurde der israelische Pass „als Trophäe“ in sozialen Netzwerken gepostet.
Nach Angaben von Bürgermeisterin Halsema griffen die Täter nach dem Prinzip „Zuschlagen und Wegrennen“ an. Auch Feuerwerkskörper seien geworfen worden. „Die Randalierer bewegten sich in kleinen Gruppen zu Fuß, auf Rollern oder mit dem Auto, griffen kurz Maccabi-Anhänger an und verschwanden dann schnell wieder“, so der offizielle Bericht. Derartige Attacken waren laut der Amsterdamer Polizei schwierig zu verhindern. An einem Restaurant, in das sich israelische Fans geflüchtet hatten, wurden Fensterscheiben eingeschlagen.
Im Internet kursierende Videos dokumentierten, wie pro-palästinensische Angreifer einen Mann schlugen, der auf Knien Geld anbot und „I am not Jewish“ rief. Die Angreifer riefen bei ihren Taten auch „Free Palestine“ oder „Jetzt wisst ihr, wie es sich anfühlt“. Auf Videos war zu sehen, dass manche Opfer auch gezwungen wurden, selbst „Free Palestine“ zu rufen. Andere israelische Opfer berichteten von nach ihnen geworfenen Steinen. Zwei britische Juden, die sich das Spiel angesehen hatten, beschrieben laut BBC, dass sie danach von einer Gruppe Männer gefragt worden seien, ob sie Juden seien; anschließend seien sie attackiert worden, da sie zuvor einem israelischen Gewaltopfer wieder auf die Beine geholfen hätten.
Viele Israelis gaben an, dass keine niederländischen Sicherheitskräfte zu sehen gewesen seien, als sie von maskierten Angreifern attackiert wurden, die pro-palästinensische und anti-israelische Parolen skandierten, während sie die Israelis jagten, schlugen und belästigten. Der spätere Bericht an den Gemeinderat hielt fest, die Polizei habe viele Vorfälle verhindert, jedoch Schwierigkeiten gehabt, Täter von „Hit-and-Run“-Angriffen zu verfolgen, weshalb sie um 1 Uhr morgens beschloss, Israelis zu Hotels zu bringen. Die Polizei musste Maccabi-Fangruppen abschirmen und sie zu Hotels geleiten. Um 1:30 morgens seien die Meldungen über Straßenkämpfe rasch zurückgegangen. Einige israelische Fans wurden in eine Notunterkunft in Amstelveen gebracht, da sie sich nicht mehr in ihr Hotel trauten. Israelischen Beamten zufolge verbarrikadierten sich hunderte Israelis stundenlang in ihren Hotels aus Angst vor Angriffen.
Die Angriffe lösten große Angst in Amsterdams jüdischer Gemeinde aus, doch es wurden anscheinend keine jüdischen Amsterdamer oder Einrichtungen wie Synagogen angegriffen. Die niederländischen Behörden glaubten, es sei zwischen jüdischen Amsterdamern und israelischen Fans unterschieden worden. Die meisten der an den Angriffen auf israelische Fans beteiligten Personen waren laut den Behörden Taxifahrer und Jugendliche auf Motorrollern gewesen, die die Maccabi-Fans ins Visier nahmen, weil sie meinten, es befänden sich Ex-Soldaten und Mossad-Agenten unter ihnen.

#### Folgen der Auseinandersetzungen
Im Zuge der Auseinandersetzungen vom Donnerstag, dem 7. November, wurden nach Polizeiangaben 62 Personen wegen Gewalt, Vandalismus und Störung der öffentlichen Ordnung festgenommen, davon 49 in den Niederlanden wohnhafte Personen und zehn Israelis. Keine Festnahmen erfolgten während der Angriffe auf die israelischen Fans. Nach Angaben des Polizeichefs wurden 20 bis 30 Israelis mit leichten Verletzungen ambulant versorgt. Fünf Menschen wurden ins Krankenhaus gebracht und nach wenigen Stunden wieder entlassen. Berichte, dass Menschen entführt worden seien, bestätigten sich nicht.
Israelische Fluggesellschaften setzten Sonderflüge an, um etwa 3000 Maccabi-Anhänger nach Israel zurückzubringen. Dafür wurde auch die traditionelle jüdische Schabbatruhe, die von Freitag- bis Samstagabend dauert, außer Kraft gesetzt. Nach Angaben der israelischen Botschaft flogen die meisten israelischen Fußballfans, die sich noch in den Niederlanden aufhielten, am Samstag zurück nach Israel. Insgesamt wurden bis Sonntag vier israelische Sonderflüge eingesetzt.

### Freitag, 8. November
In der Nacht von Freitag auf Samstag kam es zu weiteren Auseinandersetzungen. Gegen 23:30 Uhr soll ein Taxifahrer antisemitische Bemerkungen gegenüber einer Person gemacht haben. Gegen 01:20 Uhr wurde versucht, eine palästinensische Flagge, die an einem Balkon in der Kastelenstraat hing, mit einem langen Stab in Brand zu setzen. Gegen 03:30 Uhr wurde ein Mann angeblich aus einem Taxi geworfen und angegriffen, weil er Jude war. Das Taxi konnte nicht ausfindig gemacht werden. Ein weiterer Angriff ereignete sich in der J.P. Heijestraat; später wurde ein Verdächtiger festgenommen.

### Samstag und Sonntag, 9. und 10. November
Am Samstagabend wurde eine KMAR-Einheit angespuckt, während sie an einem jüdischen Ort für Sicherheit sorgte; der Verdächtige wurde festgenommen. Der Polizei wurden weitere Aufrufe zum Schüren von Unruhen in der Stadt gemeldet. Zudem gab es zwei Berichte über antisemitische Vorfälle: Ein Rollerfahrer fragte einen Mann nach seinem Pass und ob er Israeli sei, und ein Taxifahrer fragte einen Kunden, ob er Israeli sei, und fügte hinzu, dass seine Freunde ihn „finden“ würden. Am Sonntag wurde der Einspruch eines Demonstrationsführers gegen ein von der Gemeinde ausgesprochenes dreitägiges Demonstrationsverbot gerichtlich abgelehnt. Trotzdem demonstrierte der Organisator mit hunderten Personen auf dem Dam-Platz. Dabei soll es auch zu Angriffen auf israelische Journalisten gekommen sein. Die Polizei war bereits vor Ort und forderte die Demonstranten sofort auf, den Platz zu verlassen. Eine Gruppe von Demonstranten versammelte sich auch in der Straße Nieuwendijk. Aus dieser Gruppe wurden Fahrräder auf die Polizei geworfen, woraufhin die Polizei eingriff. Laut Polizeiangaben wurde eine Person bei der Auseinandersetzung verletzt.
Das gesamte Wochenende registrierte die Polizei zahlreiche Online-Drohungen, von der Veröffentlichung persönlicher Daten von Personen, die angeblich israelische Unterstützer am Donnerstagabend angegriffen hatten, bis zu Aufrufen zu Angriffen auf Moscheen.

### Montag, 11. November
In der Nacht vom 11. auf den 12. November kam es im Westen von Amsterdam zu Ausschreitungen von dutzenden Jugendlichen und jungen Männern. Die Täter randalierten, zündeten Feuerwerkskörper und warfen diese auf Autos sowie auf eine Straßenbahn, wodurch diese in Brand geriet, während antisemitische Parolen skandiert wurden. Dass das Straßenbahnpersonal und die Fahrgäste entkommen konnten, sei ein „glücklicher Zufall“ gewesen, so ein Sprecher des Amsterdamer Nahverkehrsbetriebes GVB. Ein weiteres Video zeigte eine palästinensische Flagge, die in der Nähe eines der Hauptpunkte der Zusammenstöße aufgehängt war. Verletzte gab es nicht. Die Polizei erklärte, es sei unklar, wer die Unruhen am Montagabend ausgelöst habe und ob diese mit den Ereignissen der letzten Woche zusammenhingen.

## Aufarbeitung und Folgen der Ereignisse vom 6. und 7. November

### Behörden
Die Gemeinde Amsterdam erließ zunächst ein dreitägiges, die Polizei später ein einwöchiges Protestverbot in der Stadt, was zur Festnahme mehrerer Personen führte, die das Verbot missachteten. Eine Sondereinheit der Polizei wurde beauftragt existierendes Videomaterial zu sichten.
Am 8. November, dem Tag nach den Ausschreitungen, informierte der Amsterdamer Polizeipräsident Peter Holla über die Gewaltereignisse in der vorherigen Nacht, wobei er darauf hinwies, dass diese im Kontext der gewaltsamen Übergriffe von Anhängern des Fußballclubs Maccabi Tel Aviv begannen. Konkret wies Holla unter anderem auf das Herunterreißen einer palästinensischen Fahne am Haus am Rokin und die Zerstörung eines Taxis hin, sowie auf die Verbrennung einer palästinensischen Fahne am Dam-Platz.
Am 11. November bewertete die Amsterdamer Gemeindeverwaltung die Ausschreitungen rückblickend als „giftige Mischung aus Antisemitismus, Hooliganverhalten und Wut über den Krieg in Palästina, Israel und anderen Ländern im Nahen Osten“, wobei sie das antisemitische Verhalten pro-palästinensischer Angreifer und das rassistische Verhalten israelischer Maccabi-Hooligans gleichermaßen hervorhob.

#### Bericht an den Gemeinderat am 12. November
Am 12. November berichteten Bürgermeisterin Halsema, Polizeichef Peter Holla und der Oberstaatsanwalt René de Beukelaer bei einer Krisensitzung des Amsterdamer Gemeinderat über die Ereignisse die Ausschreitungen. Halsema verurteilte dabei die Gewalt pro-palästinensischer Gewalttäter gegen Israelis sowie die von Maccabi-Hooligans ausgehende Gewalt.
„Jüdische israelische Fans waren Gäste in unserer Stadt und wurden in den sozialen Medien und auf den Straßen durch antisemitische Rufe gesucht, gejagt und angegriffen“ […] „Aber auch Amsterdamer wurden von Maccabi-Hooligans angegriffen, die rassistische und hasserfüllte Parolen in unserer Stadt riefen“.
Der Bericht hielt ferner fest, dass Beamte Bedenken „wegen der Aggressivität der Maccabi-Anhänger“ geäußert hatten und die Amsterdamer Gemeindeverwaltung erwogen hatte, das Spiel am Donnerstagmorgen abzusagen, sich jedoch stattdessen entschieden hatte, das Stadion frühzeitig zu öffnen und die israelischen Fans dorthin zu lenken, anstatt sie im Stadtzentrum zu belassen. Die Polizei erklärte, die Lage nach dem Spiel in der Johan-Cruyff-Arena, südöstlich der Stadt, sei „unter Kontrolle gewesen, bis die ersten „Hit-and-Run-Vorfälle“ gegen Israelis“ geschahen. „Dann entwickelte sich eine Situation, die die Polizei mit den vorhandenen Kräften nicht bewältigen konnte“, sagte Bürgermeisterin Halsema. Nach Angaben der Polizei wurden die pro-palästinensischen Täter in sozialen Netzwerken mobilisiert und die Aufrufe zu Attacken auf Maccabi-Anhänger und zur „Judenjagd“ begannen, nachdem bereits erste Angriffe auf Israelis gemeldet wurden. Laut Bürgermeisterin Halsema waren jüdische Einrichtungen in der Stadt, einschließlich Synagogen, nicht angegriffen worden und die Angriffe hätten sich „ausschließlich gegen israelische Maccabi-Anhänger“ gerichtet.
Die im Zusammenhang mit den Unruhen vom 7. November festgenommenen 62 Personen, wurden alle bis auf vier wieder freigelassen. Von diesen vier – darunter zwei Minderjährigen, alle leben in den Niederlanden – werden drei des Angriffs auf die Polizei und eine Person der „öffentlichen Gewalt“ beschuldigt. Die Polizei identifizierte über 170 Zeugen und sammelte forensische Beweise.
Der Bericht stellte weiter fest, dass die Polizei weiterhin Festnahmen vornahm, zudem wurde auch auf eine Zunahme anti-muslimischer Gewalt in der Stadt hingewiesen.

### Medienberichterstattung

#### Einseitige bzw. fehlerhafte Medienberichte
Die Medien berichteten zunächst vor allem über antisemitische Attacken auf friedliche Israelis, wurden dann aber unter dem Eindruck von Aussagen der Amsterdamer Polizei und Videos im Internet zunehmend kritischer gegenüber der Rolle, die israelische Fans gespielt hatten.
Zahlreiche Medien in Europa und den USA zeigten anfänglich Aufnahmen aus einem Video der Fotojournalistin Annet de Graaf, in dem rund einhundertfünfzig Maccabi-Fans andere Menschen angriffen, betitelten diese jedoch fälschlicherweise als Angriffe pro-palästinensischer Gewalttäter auf Israelis. In den sozialen Netzwerken machten sowohl De Graaf als auch viele Nutzer auf die falsche Darstellung, die starke Kritik auf sich zog, aufmerksam. Reuters, die New York Times und mehrere deutsche Medien korrigierten ihre Berichterstattung später.

#### Einordnung der Ereignisse
Der israelische Journalist Gideon Levy sprach am 10. November in einem Kommentar für die linksliberale Zeitung Haaretz von einem Pogrom gegen israelische Fußballfans, gab der israelischen Regierung jedoch eine Mitschuld an den Ereignissen und setzte sie in Kontext mit dem laufenden Israel-Gaza-Krieg und der israelischen Kriegsführung. Dabei warf Levy Politik und Medien in Israel eine „Selbstviktimisierung“ und Verschleierung der vollständigen Informationen über das Geschehen in Amsterdam vor.
„All das (Verhalten der Maccabi-Fans) wurde in den israelischen Medien kaum gezeigt, da es das Bild des Antisemitismus hätte stören können. Niemand stellte die naheliegendste Frage, die der Anblick von Gewalt und Hass in Amsterdam hätte aufwerfen müssen: Warum hassen sie uns so sehr? Nein, es liegt nicht daran, dass wir Juden sind. […] Am Donnerstag wehte in Amsterdam ein anti-israelischer Wind, und der entzündete das Pogrom. Die nordafrikanischen Einwanderer, die Araber und die niederländischen Bürger, die randalierten, haben die Schrecken in Gaza im vergangenen Jahr gesehen. Sie sind nicht bereit, dazu zu schweigen. […] Die Ausschreitungen in Amsterdam haben auch einen Kontext, den Israel nicht anerkennen will. […] Das ist ein weiterer Preis des Krieges in Gaza, der hätte berücksichtigt werden müssen: Die Welt wird uns dafür hassen. Jeder Israeli im Ausland wird von nun an Ziel von Hass und Gewalt sein. Das passiert, wenn man fast 20.000 Kinder tötet, ethnische Säuberungen durchführt und den Gazastreifen zerstört. Die Welt hat so ihre Eigenheiten: Sie mag diejenigen nicht, die solche Verbrechen begehen.“
Die in der Schweiz ansässige jüdische Wochenzeitung tachles verurteilte die Angriffe auf die Fans als antijüdischen Pogrom, gab den Maccabi-Fans, „die auch innerhalb der israelischen Fußball-Szene für ihre teils rechten, nationalistischen Tendenzen bekannt sind“, jedoch eine Mitschuld an den Ereignissen.
Mehrfach war auf Videos zu sehen, wie Opfern zuvor die Frage gestellt wurde, woher sie kämen. Ein Mann zeigte dabei seinen ukrainischen Pass, worauf von ihm abgelassen wurde. Diese „Passkontrollen“ legen laut der Jüdischen Allgemeinen nahe, dass es den Angreifern nicht ausschließlich um Fans von Maccabi Tel Aviv, sondern grundsätzlich um israelische Staatsbürger gegangen sei. Viele der in den Clips zu sehenden Opfer hätten keine Merkmale getragen, die sie als Anhänger des Vereins ausgewiesen hätten.

### Folgen
Nach den Ausschreitungen vom 7. November verlegte die UEFA das Europa-League-Spiel zwischen Beşiktaş Istanbul und Maccabi Tel Aviv – auch auf Drängen der türkischen Behörden – von Istanbul ins ungarische Debrecen; die ungarischen Behörden erklärten keine Zuschauer zuzulassen.
Am 11. Dezember wurden die ersten Prozesse gegen sieben Tatverdächtige eröffnet. Zur Eröffnung des Verfahrens wiederholte die Staatsanwaltschaft die Einschätzung von Halsema, die die Vorfälle als eine „giftige Mischung aus Antisemitismus, Hooliganverhalten und Wut über den Krieg in Gaza“ beschrieben hatte. Oberstaatsanwalt René de Beukelaer erläuterte die einzelnen Anklagepunkte: Obwohl die Ereignisse weithin als „Pogrom“ beschrieben worden seien, gäbe es keine Belege für das Ziel der Angreifer, Juden in Amsterdam insgesamt zu terrorisieren. Auch ein Anklagepunkt wegen Terrorismus wurde ausgeschlossen, da die erzeugte Angst unter Juden als Folge, nicht jedoch als Ziel der Angriffe betrachtet werde. Ähnlich sei Antisemitismus bei manchen Angeklagten als Anklagepunkt ausgeschlossen worden, in anderen Fällen aber hätten Indizien wie gefundene Whatsapp-Nachrichten in der Tat Antisemitismus als Motiv nahegelegt. Am 24. Dezember 2024 wurden in fünf Fällen Strafen von gemeinnütziger Arbeit bis hin zu sechsmonatiger Haft verhängt, teils wegen Gewaltanwendung und Körperverletzung, teils wegen Austauschs von Informationen in sozialen Netzwerken, in denen zu Angriffen auf Anhänger des israelischen Vereins aufgerufen worden war. Das Gericht blieb damit hinter der Forderung der Staatsanwaltschaft von zwei Jahren zurück. Auch das niederländische Zentrum für Information und Dokumentation über Israel (CIDI) kritisierte die Urteile als zu milde. Gegen 40 Personen, darunter auch Israelis, wird noch ermittelt.

#### Einstufung Israels als Sicherheitsrisiko
Die Nationale Koordinierungsstelle für Terrorismusbekämpfung und Sicherheit (NCTV) der Niederlande stufte Israel im Juli 2025 in ihrem Bericht „Bedrohungsanalyse durch ausländische Staaten 2025“ zum ersten Mal als Bedrohung für die nationale Sicherheit der Niederlande ein. Israel betreibe gezielte Desinformationskampagnen und versuche, politisch Einfluss auf die Niederlande zu nehmen. Das israelische Ministerium für Diaspora-Angelegenheiten (Hasbara) habe nach den Ausschreitungen in Amsterdam ein Dokument mit falschen Anschuldigungen verbreitet, das unter Umgehung diplomatischer Kanäle an niederländische Politiker und Journalisten verschickt worden sei und mehreren Personen Verbindungen zur Hamas unterstellt habe. Diese Vorwürfe hätten jeglicher Beweise entbehrt, das auch im Parlament diskutierte Dokument sei vollständig gefälscht gewesen.

## Politische Reaktionen auf den 7. November

### Niederlande

#### Politik
Der niederländische Ministerpräsident Dick Schoof reagierte mit Abscheu auf die Ausschreitungen und sprach von „unakzeptablen antisemitischen Angriffen“. Er sagte wegen der Proteste auch seine Teilnahme an der Klimakonferenz COP29 in Aserbaidschan ab. Am 11. November verurteilte er das Verhalten der Maccabi Tel Aviv-Fans, betonte jedoch, dass es keine Entschuldigung für das „gezielte Jagen von Juden“ gebe. „Es gibt einen großen Unterschied zwischen dem Zerstören von Dingen und dem Jagen von Juden“, sagte Schoof.
Amsterdams Bürgermeisterin Femke Halsema zog Parallelen zu historischen Pogromen. Sie wird außerdem mit den Worten „Unsere Stadt ist zutiefst geschädigt worden. Die jüdische Kultur ist zutiefst bedroht. Dies ist ein Ausbruch von Antisemitismus, den ich hoffentlich nie wieder erleben werde“, zitiert. Später distanzierte sich Halsema jedoch von dem Ausdruck „Pogrom“ im Zusammenhang mit den Ausschreitungen. Der Ausdruck sei für politische Zwecke zur Diskriminierung marokkanischer Amsterdamer und Muslime missbraucht worden. Sie verurteilte auch Israel dafür, den Vorfall sofort als Angriff auf Israelis dargestellt zu haben, obwohl Maccabi-Fans zuvor anti-arabische Slogans skandiert und Flaggen heruntergerissen hätten. Israels Außenminister Gideon Sa’ar kritisierte Halsemas Aussagen wiederum.
Jazie Veldhuyzen, ein Amsterdamer Ratsmitglied, bewertete die Angriffe der Maccabi-Fans als Auslöser für die nachfolgende Gewalt: „Sie (die israelischen Fans) begannen, Häuser von Menschen in Amsterdam anzugreifen, die palästinensische Flaggen hatten, und das war tatsächlich der Auslöser für die Gewalt.“ Die Ausführungen des Amsterdamer Polizeichefs Peter Holla bestätigten diese Aussage.
Der Rechtspopulist Geert Wilders, dessen Partei an der Regierung beteiligt ist, bekräftigte gegenüber Netanjahu, er „werde alles tun, um Juden zu schützen und islamische Radikale zu stoppen und auszuweisen“. Tatsächlich waren die meisten Verdächtigten jedoch keine Ausländer, die man ausweisen könne, sondern Niederländer. Die Vorgeschichte, nämlich den Gewaltausbruch durch israelische Fußball-Fans, erwähnte er nicht. Die FAZ deutete dies dahingehend, dass Wilders die Vorfälle nutzte, um sich in seinem „Hass auf Muslime“ bestätigt zu sehen.
Nach Berichten über antimarokkanische Äußerungen im Kabinett traten die marokkanischstämmige Staatssekretärin Nora Achahbar des Nieuw Sociaal Contract (NSC) und zwei weitere NSC-Abgeordnete, Rosanne Hertzberger und Femke Zeedijk, zurück. Als Grund nannten sie die polarisierte Atmosphäre in der Politik. Daraufhin stand zunächst der Weiterbestand der Regierung zur Diskussion. Weil die Minister des NSC allerdings weiterhin in der Regierung blieben, konnte ein Bruch der Regierungskoalition abgewendet werden.

#### Jüdische Gemeinde
In der niederländischen und Amsterdamer jüdischen Gemeinde fanden sich verschiedene Meinungen zur Bewertung der Ereignisse.
Der niederländische Oberrabbiner sprach von einem „Warnsignal“, aber von keinem „Pogrom“. Chanan Hertzberger, Vorsitzender des Zentralrats der jüdischen Organisationen, beschrieb „antisemitische Banden, die unter dem Deckmantel des Anti-Zionismus versuchen, das Leben für Juden in den Niederlanden seit einiger Zeit unmöglich zu machen“.
Jelle Zijlstra, ein jüdischer Gemeindeleiter in Amsterdam, erklärte in einem Post, es gebe mehrere Wahrheiten zu den Auseinandersetzungen, und verwies auf die Gewalt der Maccabi-Fans. „Es gab definitiv Antisemitismus bei einigen der Ereignisse, die stattgefunden haben“, sagte Zijlstra in einem Interview. „Wurden Juden auf der Straße angegriffen? Ja, aber diese Juden waren auch gewalttätige Hooligans.“
Asjer Waterman, Mitarbeiter der lokalen gemeinnützigen Jewish Social Network stellte fest, dass es zwar Beweise für „Judenjagd“ gebe, dass die Gewalt offenbar aber nur auf die israelischen Besucher abzielte und nicht auf niederländische Juden oder jüdische Einrichtungen. Bürgermeisterin Halsema erklärte am 12. November, dass jüdische Einrichtungen in der Stadt, einschließlich Synagogen, nicht angegriffen worden waren und die Angriffe sich „ausschließlich gegen israelische Maccabi-Anhänger“ gerichtet hätten.

### Israel
Der israelische Präsident Jitzchak Herzog bezeichnete die Ereignisse als „Pogrom“. Israels Ministerpräsident Benjamin Netanjahu stellte die Ausschreitungen in eine Linie mit den Verbrechen gegen Juden während der Novemberpogrome 1938. Israel entsendete Flugzeuge, um die Fans von Amsterdam nach Israel auszufliegen.

### Andere Länder und Institutionen
António Guterres, der UNO-Generalsekretär, war schockiert über die Angriffe. Die EU-Kommissionspräsidentin Ursula von der Leyen erklärte online, Antisemitismus habe „absolut keinen Platz in Europa“. Der US-Präsident Joe Biden verurteilte die Angriffe, die ihn an „dunkelste Momente der Geschichte“ erinnerten, als „abscheulich“; ebenso Josef Schuster, Präsident des Zentralrates der Juden in Deutschland, der von einer „Hatz auf Juden“ sprach, die über „Krawalle unter Fangruppen“ hinausgehe.
Auch der deutsche Bundeskanzler Olaf Scholz und die Außenministerin Annalena Baerbock sowie Deutschlands Botschafter in Israel Steffen Seibert verurteilten die Vorfälle scharf als „unerträglich“, „zutiefst beschämend“ und „kriminell und inakzeptabel“.